# 大藤信基
大藤 信基（おおふじ/だいとう のぶもと）は、戦国時代の武将。後北条氏の家臣。号を金石斎、法名を栄永（えいえい）と称す。軍記物に後北条氏の軍師として登場する根来 金石斎（ねごろ きんせきさい）と同一人物あるいはそのモデルになった人物であるとされている。

## 生涯
伝承によると、紀伊国根来の出身。後北条氏に鉄砲をもたらした人物であるといわれているが、日本に鉄砲が伝来して根来がその一大生産拠点になる以前から後北条氏に仕えている。しかし、彼の一族に信基以前に後北条氏に仕えた者がいない事、彼が北条氏綱に認められて相模国中郡郡代に任じられて田原城主となった事、また後北条氏の足軽軍団の統率を命じられた事などから、当時信基が新参の家臣でありながら、同氏の政治・軍事両面で活躍して重臣に加わった事は明らかである。
享禄年間に出家して「栄永」と名乗る。天文6年（1537年）、上総国の真里谷氏で内紛が発生して当主の真里谷信隆が追放されると、その援軍として派遣された。しかし、小弓公方・足利義明と安房国の里見義堯が信隆を攻めると、信隆を武蔵国金沢に連れ帰った。第一次国府台合戦では、積極的に打って出て足利義明を挑発する策を主張して後北条氏を勝利に導いたとされ、恩賞として上総国内に所領を与えられている。
天文10年（1541年）、北条氏綱が没すると扇谷上杉家の上杉朝定がかつての同家の本拠地である河越城を後北条氏から取り戻すべく出陣して同城を包囲した。この際に河越城将であった栄永は一族と共に防戦してこれを退けた。
天文21年（1552年）、死去。嫡男・景長とその子は栄永に先立って早くに亡くなったらしく、同年暮れに北条氏康は栄永の末子・秀信に対して父の遺領・職務を継ぐように命じている。『甲陽軍鑑』によれば、栄永はその武略を恐れた武田信玄により謀殺されたとする。